# Liste der Kulturgüter in Wiesendangen
Die Liste der Kulturgüter in Wiesendangen enthält alle Objekte in der Gemeinde Wiesendangen im Kanton Zürich, die gemäss der Haager Konvention zum Schutz von Kulturgut bei bewaffneten Konflikten, dem Bundesgesetz vom 20. Juni 2014 über den Schutz der Kulturgüter bei bewaffneten Konflikten sowie der Verordnung vom 29. Oktober 2014 über den Schutz der Kulturgüter bei bewaffneten Konflikten unter Schutz stehen.
Objekte der Kategorie A sind vollständig in der Liste enthalten, Objekte der Kategorie B sind im Gemeindegebiet nicht ausgewiesen, Objekte der Kategorie C fehlen zurzeit (Stand: 1. Januar 2023). Unter übrige Baudenkmäler sind weitere geschützte Objekte zu finden, die im Verzeichnis der Objekte von überkommunaler Bedeutung der kantonalen Denkmalpflege zu finden und nicht bereits in der Liste der Kulturgüter enthalten sind.

## Kulturgüter
| Foto |                                                                           | Objekt                                                                     | Kat. | Typ | Standort                       | Beschreibung |
| ---- | ------------------------------------------------------------------------- | -------------------------------------------------------------------------- | ---- | --- | ------------------------------ | ------------ |
| ja   | Datei hochladen · Wikidata zu Reformierte Kirche Wiesendangen (Q29574284) | Reformierte Kirche KGS-Nr.: 07755                                          | A    | G   | Dorfstrasse 45 701739 / 264268 |              |
| BW   | Datei hochladen                                                           | Bertschikon / Ziegeläcker, römischer Gutshof und Töpferofen KGS-Nr.: 14820 | B    | F   | 703376 / 266580                |              |

## Übrige Baudenkmäler
| ID                | Foto |                                                                    | Objekt                                                | Kat.    | Typ | Standort                                            | Beschreibung |
| ----------------- | ---- | ------------------------------------------------------------------ | ----------------------------------------------------- | ------- | --- | --------------------------------------------------- | ------------ |
| 21200058          |      | Datei hochladen                                                    | Ehemaliges Doppelbauernhaus (Haus Wehrli), Hausteil 1 | C       | G   | Bertschikon, Gündlikon 28A 705366 / 264557          |              |
| 22900074          |      | Datei hochladen                                                    | Weiler Wallikon, ehemaliger Speicher mit Keller       | B reg.  | G   | Attikon, Wallikerstrasse 25 bei 702906 / 265552     |              |
| 22900078          |      | Datei hochladen                                                    | Weiler Wallikon, Speicher                             | B reg.  | G   | Attikon, Gerstenbüelstrasse 4 bei 702901 / 265565   |              |
| 22900080          |      | Datei hochladen                                                    | Weiler Wallikon, ehemaliges Bauernhaus                | B reg.  | G   | Attikon, Gerstenbüelstrasse 4 702908 / 265588       |              |
| 22900104          |      | Datei hochladen                                                    | Ehemaliges Bauernhaus                                 | B reg.  | G   | Kefikerstrasse 1 704165 / 267418                    |              |
| 22900108          |      | Datei hochladen                                                    | Ehemaliges Bauernhaus                                 | B reg.  | G   | Rickenbacherstrasse 2 704157 / 267438               |              |
| 21200120          |      | Datei hochladen                                                    | Schloss Bertschikon/Kefikon, Nebengebäude             | B reg.  | G   | Bertschikon, Schlossweg 5 704887 / 267376           |              |
| 22900144          |      | Datei hochladen                                                    | Ehemalige Trotte                                      | B reg.  | G   | Gundetswilerstrasse 2, bei 704114 / 267386          |              |
| 21200170          |      | Datei hochladen                                                    | Ehemaliges Schulhaus                                  | C       | G   | Gundetswil, Hauptstrasse 31 704191 / 266393         |              |
| 21200200          |      | Datei hochladen                                                    | Trafostation                                          | B reg.  | G   | Gundetswil, Liebensbergstrasse 704443 / 266368      |              |
| 21200228          | ja   | Datei hochladen                                                    | Ehemalige Mühle                                       | B reg.  | G   | Bertschikon, Wiesendangerstrasse 11 703530 / 264788 |              |
| 21200235          | ja   | Datei hochladen                                                    | Speicher Leisi                                        | B reg.  | G   | Bertschikon, Wiesendangerstrasse 16 703533 / 264825 |              |
| 22900394          |      | Datei hochladen                                                    | Herrentrotte, Speichertrotte                          | B reg.  | G   | Letten 702334 / 264597                              |              |
| 22900563          | ja   | Datei hochladen · Wikidata zu Schlossturm Wiesendangen (Q55722653) | Schloss, Ortsmuseum                                   | B kant. | G   | Dorfstrasse 701665 / 264191                         |              |
| 22900591          | ja   | Datei hochladen                                                    | Reihenhäuser, Hausteil 1                              | C       | G   | Dorfstrasse 16 701598 / 264208                      |              |
| 22900661          | ja   | Datei hochladen                                                    | Speicher                                              | B reg.  | G   | Birchstrasse 701770 / 264064                        |              |
| 22900663          | ja   | Datei hochladen                                                    | Ehemaliges Doppelbauernhaus, Hausteil 1               | C       | G   | Birchstrasse 8 701728 / 264157                      |              |
| 22900878          | ja   | Datei hochladen                                                    | Altes Schulhaus Dorf                                  | C       | G   | Schulstrasse 25 701741 / 264401                     |              |
| 229BEI00878       | ja   | Datei hochladen                                                    | Turnhalle Dorf                                        | C       | G   | Schulstrasse 25 bei 701747 / 264448                 |              |
| 22900881          | ja   | Datei hochladen                                                    | Oberstufenschulhaus Dorf                              | B reg.  | G   | Schulstrasse 23 701700 / 264435                     |              |
| 22900891          |      | Datei hochladen                                                    | Neues Waschhaus                                       | B reg.  | G   | Kirchstrasse 3 bei 701747 / 264340                  |              |
| 22900893          | ja   | Datei hochladen                                                    | Neues Pfarrhaus                                       | B reg.  | G   | Kirchstrasse 3 701754 / 264342                      |              |
| 22900899          | ja   | Datei hochladen                                                    | Altes Waschhaus                                       | B reg.  | G   | Kirchstrasse 7 bei 701734 / 264299                  |              |
| 22900901          | ja   | Datei hochladen                                                    | Altes Pfarrhaus                                       | B reg.  | G   | Kirchstrasse 7 701739 / 264285                      |              |
| 229TAUFSTEIN00536 |      | Datei hochladen                                                    | Reformierte Kirche, Taufstein                         | B kant. | G   | Dorfstrasse 47 bei 701737 / 264270                  |              |
| 229KANZEL00536    |      | Datei hochladen                                                    | Reformierte Kirche, Kanzel                            | B kant. | G   | Dorfstrasse 47 bei 701738 / 264269                  |              |
| 229MALEREI00536   |      | Datei hochladen                                                    | Reformierte Kirche, Wandgemälde                       | B kant. | G   | Dorfstrasse 47 bei 701737 / 264271                  |              |
| 229TROTTBAUM00394 |      | Datei hochladen                                                    | Herrentrotte, Trottbaum                               | B reg.  | G   | Herrentrottenstrasse 702334 / 264597                |              |

Legende: Im Wesentlichen siehe Legende der Liste der Kulturgüter von nationaler und regionaler Bedeutung, mit folgenden Ausnahmen:
- Anstelle der KGS-Nummer wird als Objekt-Identifikator (ID) die Inventarnummer im Verzeichnis der Objekte von überkommunaler Bedeutung des kantonalen Denkmalschutzamtes verwendet.
- Bei den Kategorien wird wie folgt unterschieden: B kant. = Objekt von kantonaler Bedeutung (Kanton Zürich); B reg. = Objekt von regionaler Bedeutung (Kanton Zürich).